# Rękawiczki

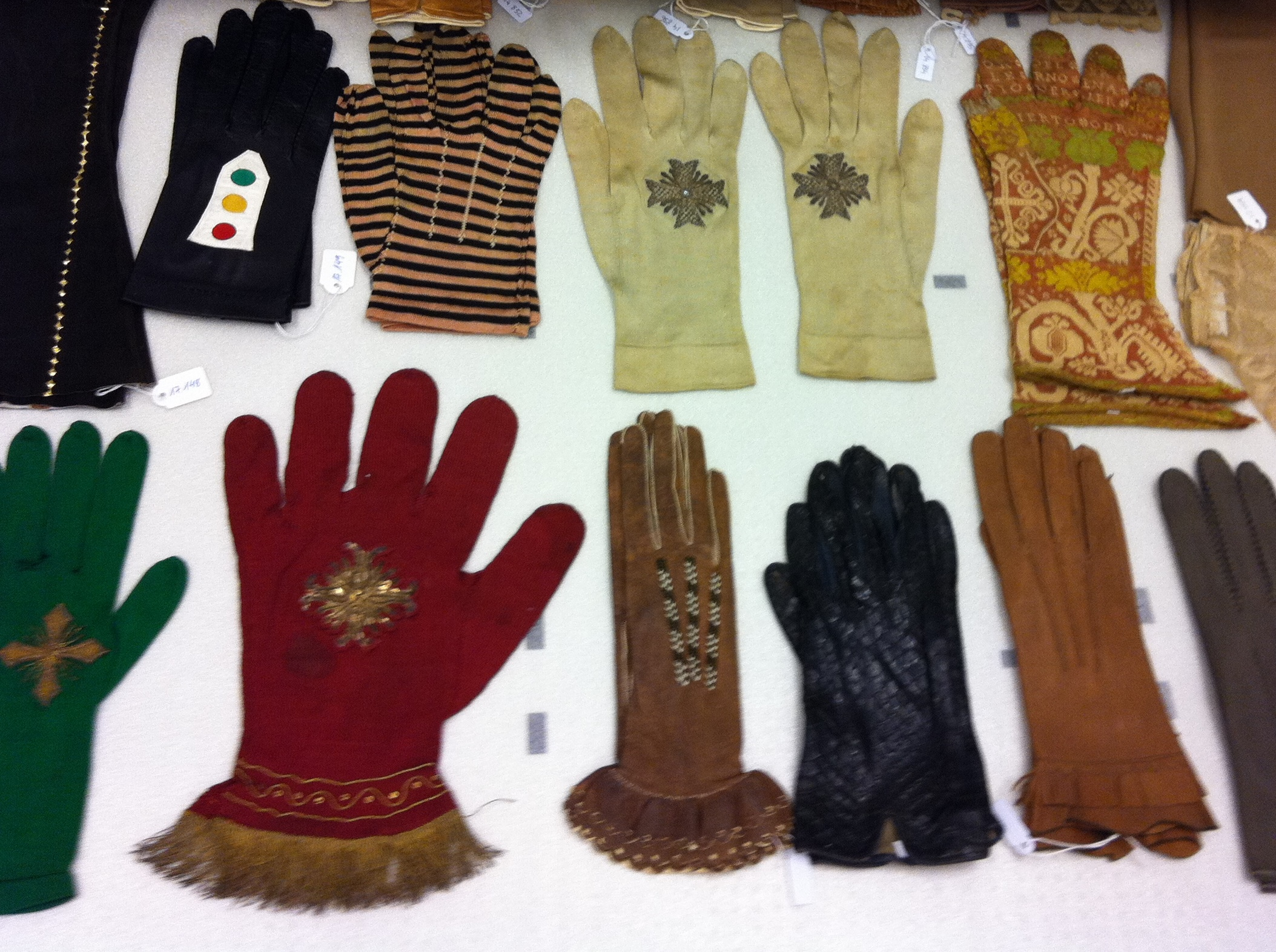
Kolekcja rękawiczek.

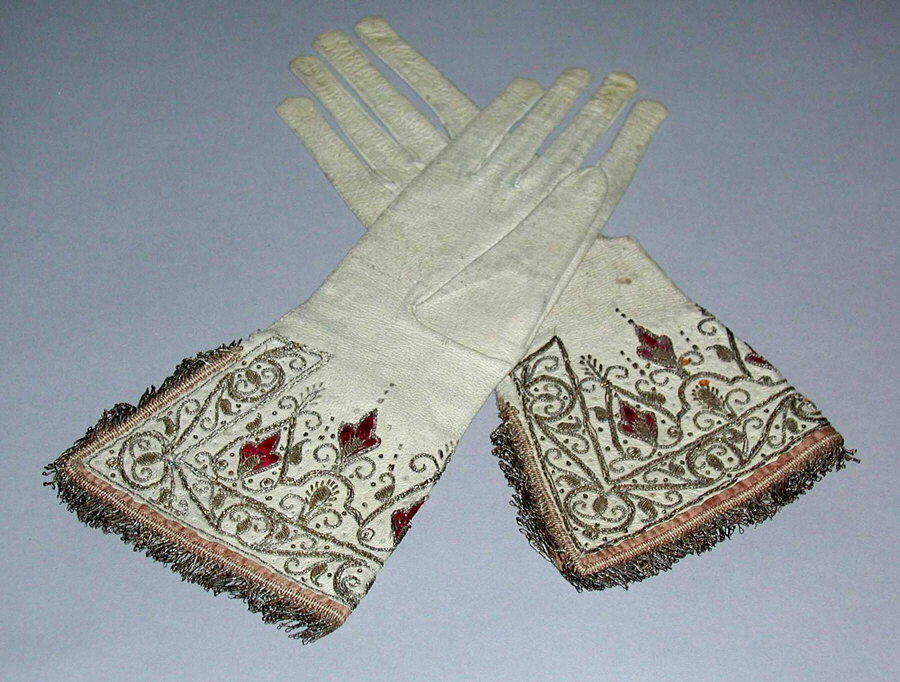
Rękawiczki z haftowanym mankietem. Metropolitan Museum of Art

Rękawiczki – zaliczane do galanterii okrycie dłoni, z różnej długości mankietem zakrywającym przedramię, noszone dla ozdoby, ochrony przed chłodem, brudzącymi lub szkodliwymi substancjami.

## Historia rękawiczek

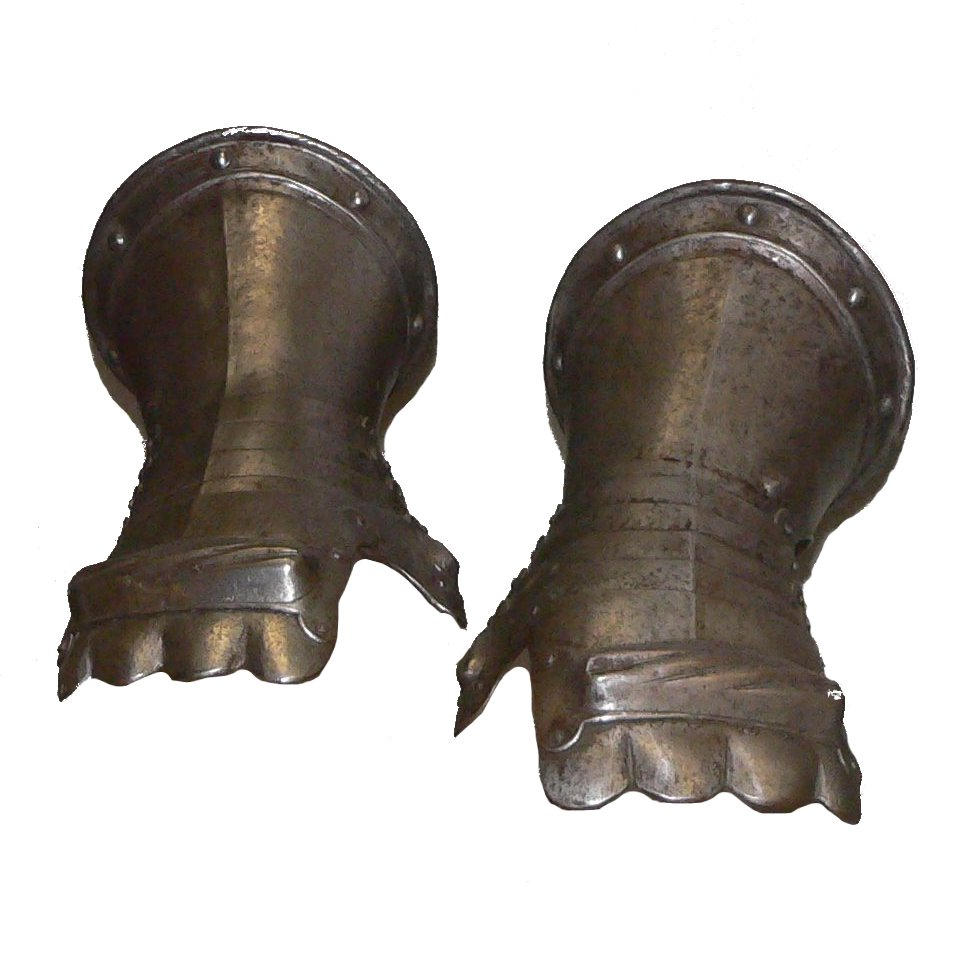
Rękawice płytowe, XVI wiek

Rękawice znano już w starożytnym Egipcie, Grecji i Rzymie, gdzie stosowano je dla ochrony przed zimnem, ubrudzeniem rąk, przed skaleczeniem przy pracy.
Podczas prac polowych noszono rękawice w formie woreczków.
Grecy i Rzymianie nakładali na palce osłonki także podczas jedzenia (jedzono palcami).
Chrześcijanie podczas sprawowania liturgii stosowali rękawiczki już w średniowieczu. Stały się one symbolem godności i władzy, najpierw biskupiej, potem także świeckiej.
Metalowe rękawice stosowano do zbroi rycerskiej.

Mitynki. Amsterdam Museum

Około 1000 roku rękawice pojawiły się w stroju kobiecym. Wyrabiane je ze skóry, także futerkowej, z tkanin, filcu, a w XIII wieku pojawiły się pierwsze dziane rękawice.
W XVIII wieku stały się bardzo popularne, początkowo używały je tylko zamożniejsze niewiasty. Charakterystyczne dla tego okresu są zwłaszcza długie rękawice, zakrywające całe ręce do sukni z krótkimi rękawami. Takie rękawiczki później zakładano do sukni balowych.
Występowały one w postaci pięciopalczastej lub jako tzw. mitynki lub mitenki, rękawiczki bez palców, okrywające palce do połowy lub z jednym palcem i klapką zakrywającą pozostałe (znane już od przełomu XIV i XV wieku). Wykonane były z tkanin jedwabnych, wełnianych lub dzianin a także koronki.
Pod koniec XVIII wieku także ubogie osoby nosiły okrycia dłoni zrobione samodzielnie z białych nici, głównie jednopalczaste.

W różnych epokach okrycia dłoni były różnie zdobione np. haftem, wyszywane perłami i kamieniami szlachetnymi, złotymi guzikami, frędzlami.
Szczególnym rodzajem rękawiczek znanym w pierwszej połowie XVI wieku były tzw. rękawiczki rzezane, które charakteryzowały się rozcięciami na palcach w ich zgięciach.
Do lat trzydziestych XIX wieku rękawiczki sprowadzano głównie z zagranicy. Później zaczęto produkować je także w Polsce. Znani rękawicznicy to Gross w Warszawie, Niwet, Schipold, Sandman.

## Rodzaje rękawiczek
Ze względu na kształt
- pięciopalcowe
- z jednym palcem
- mitynki, mitenki - z odsłoniętymi palcami

Ze względu na wykonanie
- rękawiczki niciane, koronkowe
- rękawiczki z dzianiny: jedwabne, bawełniane, wełniane
- rękawiczki skórkowe: glacé, irchowe, welurowe, zamszowe, nappa, pekari
- z tworzyw sztucznych, lateksu, gumy

Wyrabianie rękawiczek to rękawicznictwo, a rzemieślnik zajmujący się tym to rękawicznik.
Wytwórcy rękawic w przeszłości zrzeszali się w cechach.
Cechy rękawiczników wyodrębniono we Francji w 1190 roku, w Polsce, w Krakowie w 1440 roku.
Wyprawianie skór na rękawiczki to białoskórnictwo.

## Rękawice specjalne
- w zajęciach (odzież ochronna)
  - rękawice gospodarskie
  - rękawice przemysłowe
  - rękawica sokolnika
  - rękawiczki medyczne

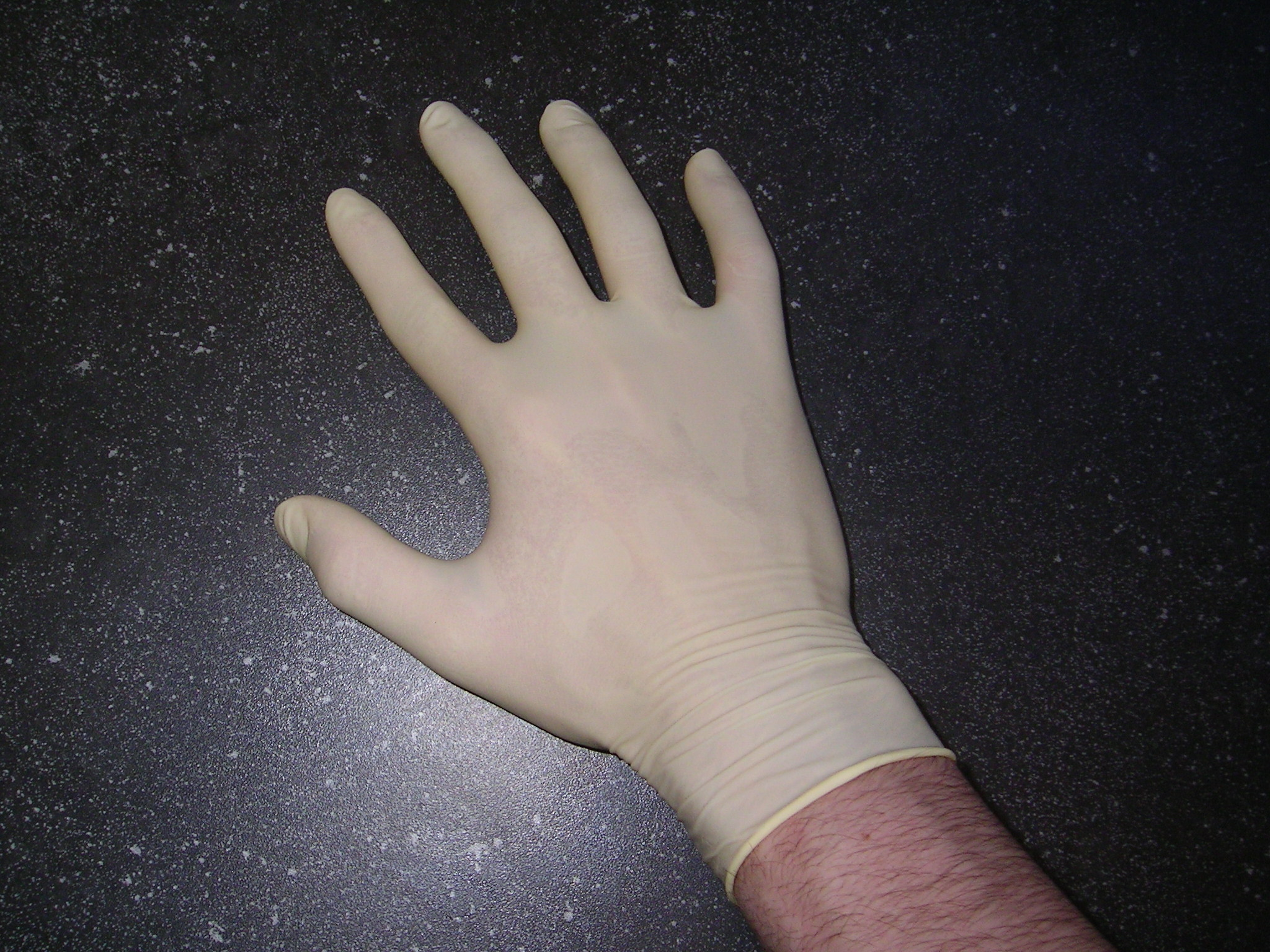
Rękawica z lateksu

Lateksowe, sterylizowane rękawiczki zakładane są przez personel medyczny w celu zapobieżenia zakażenia rany obsługiwanego pacjenta oraz zarażenia siebie czynnikami zakaźnymi mogącymi znajdować się we krwi, płynach ustrojowych, wydzielinach i wydalinach pacjenta. Współcześnie stosuje się także rękawice nitrylowe, winylowe.
- w sporcie
  - rękawiczki rowerowe
  - rękawice do walki na pięści
Najprostsze rękawice były tworzone z rzemieni ze skóry wołowej, którymi ciasno owijano dłonie.
  - rękawice bokserskie
  - naparstnik - rękawica łucznika
  - rękawice bramkarza
  - rękawice narciarskie i do innych sportów zimowych, często z ochraniaczami.
- w informatyce
  - rękawice VR umożliwiające odbieranie wrażeń dotykowych w komputerowych systemach sztucznej rzeczywistości.

## Rękawice w kulturze
- W obyczajach średniowiecznych
  - rękawice były symbolem prawa i władzy; noszenie pięciopalcowych rękawiczek było przywilejem szlachty, symbolem stanu szlacheckiego
  - rękawice należały do insygniów cesarskich
  - suzeren po przyjęciu od wasala przysięgi wierności wręczał mu rękawicę, laskę lub kopię, stanowiącą symbol oddania mu lenna (zobacz: inwestytura)
  - rzucenie rękawicy (zastępczy symbol uderzenia ręką, spoliczkowania) oznaczało wyzwanie na pojedynek, podjęcie rękawicy oznaczało przyjęcie wyzwania
  - rękawiczka u kapelusza lub hełmu rycerskiego oznaczała oddanie się damie serca, rękojmię miłości
- w wolnomularstwie białe rękawiczki oznaczające pracę i czystość moralną są elementem stroju rytualnego
- w symbolice
  - władza, godność, szlachectwo, honor rycerski
  - siła, wyzwanie, ochrona, obrona
  - poselstwo, nowina, pozdrowienie, powitanie
  - rękawica to tajemnica, ukrywanie tożsamości, niecne zamiary
  - zdejmowanie prawej rękawicy oznaczało pokojowe zamiary, szczerość, do dziś pozostało jako element savoir-vivre'u przy powitaniu
  - czystość i godność oznacza użycie rękawiczek w tradycji Kościoła katolickiego

## Rękawiczki w powiedzeniach
Zasugerowano, aby ta sekcja została przeniesiona do Wikicytatów. Proponowaną stroną docelową jest Rękawiczki.
- o ubogiej szlachcie mówiono: "nago – a w rękawicach, z kordem – a boso"
- Robić coś w rękawiczkach oznacza postępowanie delikatne, taktowne, dyplomatyczne, także - bez "brudzenia sobie rąk"
- Pracować w rękawicach – robić coś niezgrabnie, byle jak
- Zmieniać jak rękawiczki – zmieniać łatwo, często.
- Znoszone rękawiczki – kobieta "z przeszłością"
- Pasuje jak rękawiczka – przylega dobrze, dokładnie
- Czysta rękawiczka kryje brudne ręce – pozory, łapówkarstwo

## Cytaty
Zasugerowano, aby ta sekcja została przeniesiona do Wikicytatów. Proponowaną stroną docelową jest Rękawiczki.
"...Strój także szlachcianek

Najuboższych różni się od chłopskich katanek:

...

I żną zboże, a nawet przędą w rękawiczkach."

A. Mickiewicz, "Pan Tadeusz", 6,390-394